# Lens-sur-Geer
Lens-sur-Geer (nld. Lens aan de Jeker, wa. Lin-so-Djer) – dzielnica (section) gminy Oreye w Belgii, w Regionie Walońskim, w prowincji Liège, w okręgu Waremme. 1 stycznia 2020 roku liczyła 356 mieszkańców. Do 31 grudnia 1964 r. samodzielna gmina. 

## Demografia
Liczba mieszkańców, stan na 1 stycznia:
| Rok                | 1930 | 1947 | 1961 | 2020 |
| ------------------ | ---- | ---- | ---- | ---- |
| Liczba mieszkańców | 361  | 368  | 416  | 356  |